# Solanum retroflexum
Solanum retroflexum är en potatisväxtart som beskrevs av Michel Félix Dunal. Solanum retroflexum ingår i släktet skattor som ingår i familjen potatisväxter. Arten förekommer tillfälligt i Sverige, men reproducerar sig inte. Inga underarter finns listade i Catalogue of Life.